# Casey Mears
Statistiques en NASCAR Cup Series
Dernière mise à jour : 2 juillet 2022 
Casey Mears (né le 12 mars 1978 à Bakersfield, en Californie) est un pilote américain de NASCAR, courant plus particulièrement dans la Cup Series.
Il a également remporté l'édition 2006 des 24 Heures de Daytona en Grand Am avec pour compagnon d'équipage des spécialistes d'open wheel aux États-Unis, Scott Dixon et Dan Wheldon au volant d'une Riley-Lexus.